# Kanton Beauchamp
Der Kanton Beauchamp war von 1976 bis 2015 ein französischer Wahlkreis im Arrondissement Pontoise, im Département Val-d’Oise und in der Region Île-de-France; sein Hauptort war Beauchamp.

## Gemeinden
Der Kanton umfasste drei Gemeinden:
| Gemeinde            | Einwohner Jahr | Fläche km² | Bevölkerungsdichte | Postleitzahl | Code INSEE |
| ------------------- | -------------- | ---------- | ------------------ | ------------ | ---------- |
| Beauchamp           | 8792 (2013)    | –          | – Einw./km²        | 95250        | 95051      |
| Pierrelaye          | 8186 (2013)    | –          | – Einw./km²        | 95480        | 95488      |
| Le Plessis-Bouchard | 8040 (2013)    | –          | – Einw./km²        | 95130        | 95491      |

## Bevölkerungsentwicklung
| 1962   | 1968   | 1975   | 1982   | 1990   | 1999   | 2009   | 2011   |
| ------ | ------ | ------ | ------ | ------ | ------ | ------ | ------ |
| 12.305 | 14.750 | 18.984 | 19.267 | 21.323 | 22.915 | 24.393 | 24.488 |